# سانت لوان (كورنوال)
سانت لوان (بالإنجليزية: St Levan)‏ هي قرية و أبرشية مدنية تقع في المملكة المتحدة في كورنوال.  يقدر عدد سكانها بـ 459 نسمة .